# ستيفان موسلي
ستيفان موسلي (بالإنجليزية: Stefan Mosley)‏ (19 يناير 1952، طهران في إيران)؛ مصور، رائد أعمال وروائي أمريكي.